# Petur Alberg
Petur Alberg (1885-1940) va ser un violinista, compositor i escriptor feroès. És l'autor de la melodia de l'himne de les Illes Fèroe.
Era fill del pintor, editor i advocat Djóni í Geil i d'Elisabeth Holm. El seu germà era l'editor Kristin a Geil. La seva família estava fortament vinculada al moviment nacional feroès. Alberg va participar en la fundació el 1906 de l'associació juvenil Havna Ungmannafelag, i va transcriure molts dels discursos que Mads Andrias Winther hi va fer.
Va aprendre a tocar el violí a Tórshavn al voltant del 1900. Va ser el seu mestre Georg "Bakar" Hansen qui va descobrir el talent musical d'Alberg. Va posar melodia a diversos poemes de l'escriptor feroès Hans Andrias Djurhuus. A part de musicar l'himne de les Illes Fèroe, també se'l coneix per haver compost la melodia del poema Tjaldur, ver vomtomið. És l'autor de 18 cançons de l'obra Songbók Føroya.